# SECO SpA
SECO SpA ist ein italienisches Elektronik-Unternehmen mit Sitz in Arezzo in der Toskana. Der Aktiengesellschaft unterstehen 14 weitere Gesellschaften. Der international tätige Konzern hat sich auf Hardware und Software in den Bereichen Edge KI und IoT spezialisiert. Er machte 2024 einen Umsatz von 185 Mio. EUR und hat 800 Mitarbeiter.

## Geschichte

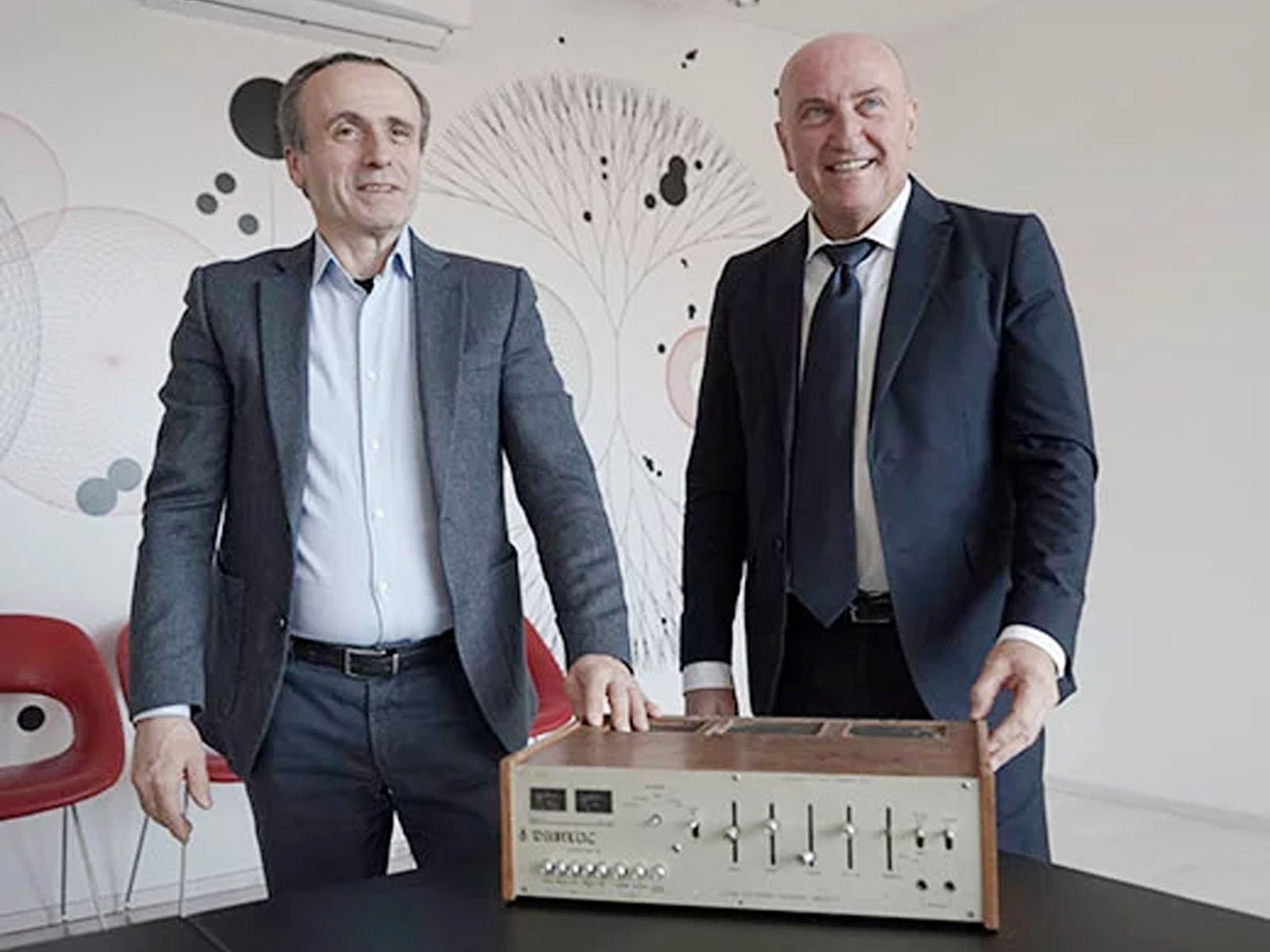
Daniele Conti und Luciano Secciani

SECO wurde im Jahr 1979 in Arezzo, Italien, von Luciano Secciani und Daniele Conti gegründet. Dabei setzt sich der Firmenname aus den jeweils ersten beiden Buchstaben des Nachnamens der Gründer zusammen. Damaliger Schwerpunkt waren Zündbausätze für Autos. Hinzu kamen Anlagen für Hersteller der Goldschmiedbranche. Dabei entwickelten sie Generatoren für galvanische Bänder und Stückzähler, die in der Gold- und Silbermontage verwendet werden. Im Jahr 1980 positionierten sie sich dann im Elektroniksektor und erweiterten das Sortiment mit der Entwicklung des ersten eigenen Computers. Im Jahr 1999 stellten sie dann den ersten All-In-One Touch-PC vor, woraufhin die Gründung der Plattform CUBIT folgte, die auf einer intelligenten Vernetzung von Daten basiert. Im Anschluss entwickelte das Unternehmen im Jahr 2008 gemeinsam mit Congatec und MSC das Qseven-Standardmodul, welches heute weltweit eingesetzt wird. Im Jahr 2012 gehörte SECO dann zu den Gründungsmitgliedern der SGET (Standardization Group for Embedded Technologies). Nachfolgend fand ein Internationalisierungsprozess mit der Eröffnung neuer Büros der SECO-Gruppe in Deutschland, den USA, Indien und Taiwan statt. 2013 entwickelte SECO in Zusammenarbeit mit dem Start-up AiDiLAB den open source Einplatinencomputer Udoo. Eine Hardwarelösung, welche an das eigene System angepasst und weiterentwickelt werden kann.

## Internationalisierung
2018 fand eine Umstrukturierung des SECO-Unternehmens statt, unter anderem durch die Übernahme von Fannal Electronics, einem chinesischen Unternehmen, das sich auf Technologien für die Mensch-Maschine-Interaktion (HMI) spezialisiert hat. Hinzu kam die Übernahme von InHand Electronics, einem amerikanischen Unternehmen, das auf maßgeschneiderte Embedded-Hardware und Software für IoT-Anwendungen spezialisiert ist. Im Jahr 2019 hatte das SECO Unternehmen sein 40-jähriges Jubiläum und eröffnete den Hauptsitz in Arezzo. Im Anschluss folgten Akquisen, die sich auf die Bereiche Künstlicher Intelligenz, IoT und Big Data konzentrieren. Im Mai 2021 wurde das SECO Unternehmen an der italienischen Börse im Starsegment unter dem Ticket Symbol IOT.MI gelistet. Es folgte die Übernahme der Garz & Fricke Group im Oktober 2021. Daraus entstanden das Unternehmen SECO Northern Europe GmbH mit Sitz in Hamburg und Wuppertal. 

## Geschäftsbereiche
Das Unternehmen SECO ist ein Anbieter von Edge-Computing, IoT-Lösungen sowie KI-Applikationen. Der Schwerpunkt liegt in der Entwicklung und Produktion von Hardware- und Softwarelösungen. Dazu zählen Computer-on-Module, Single-Board-Computer, lüfterlose Embedded-PCs und Human-Machine-Interface (HMI) Lösungen, welche durch Edge-Computing erweitert werden.
Mit diesen Produkten ist SECO in den Branchen Transportwesen, industrielle Automation, Medizin und Labortechnik, digital Signage, smarte Geräte, Gebäude- und Sicherheitstechnik, Verkaufsautomaten, Infrastruktur und dem Küchenequipment vertreten.
Von den 14 Gesellschaften sind insgesamt neun Forschungs- und Entwicklungszentren und die restlichen fünf Produktionsanlagen. Mithilfe dieser stellt SECO jährlich über eine Million Geräte her.